# Sigrun
Sigrun is een bestuurslaag in het regentschap Subulussalam van de provincie Atjeh, Indonesië. Sigrun telt 926 inwoners (volkstelling 2010).